# Kozan
Kozan (antiguamente en armenio: Սիս, Sis; antiguo griego: Σισιον, Sission) es una ciudad de Turquía, capital del distrito del mismo nombre en la provincia de Adana, a 68 km al norte de la ciudad de Adana, en la parte norte de la llanura de Çukurova; la ciudad está cruzada por río Kilgen, afluente del Ceyhan (antiguo Jibun o Pyramus). Está a los pies de los Montes Tauro. Bajo su antiguo nombre de Sis fue conocida por ser la capital del Reino armenio de Cilicia. La población ha crecido rápidamente y de 15 159 habitantes en 1960 pasó a 54.451 en 1990, 72.463 en 2007 y 74.521 en 2009.

## Nombres
La ciudad ha tenido varios nombres: aunque no es seguro, se ha identificado con lo que bajo el imperio romano fue Flaviópolis; después, con los romanos de Oriente, se denominó Sisia (Sisia) que derivó en Sis; los árabes la llamaron Sisiyya; los croatas Assis o Oussis; los armenios Սիս (transcrito Sis); en el siglo XII aparece también mencionada como Sisuan por el Catolicós armenio Gregorio IV (+1189); los turcomanos la rebautizaron Kozan, nombre que todavía conserva.

## Historia
Flaviópolis era el nombre de una ciudad romana de Cilicia situada al nordeste de Anazarba y al oeste de Tarso. Su nombre podría derivar del emperador Vespasiano (Tito Flavio Vespasiano). Al final del Imperio el nombre deja de mencionarse y a partir del siglo IV aparece por primera vez el obispado de Sissus o Sisioum.
Su territorio formó parte de la provincia de Cilicia y después de Cilicia Secunda. En el siglo IX, pasó a formar parte del califato y fue parte de las tierras fronterizas conocidas como Tughur al-Shamiyya; se supone que la zona fue conquistada por los musulmanes entre el 808 y el 810, cuando se produce una emigración masiva de los habitantes de Sis hacia el ala al-Rum. El califa al-Mutawákkil (847-861) la reconstruyó a mediados de siglo IX, pero los romanos de Oriente la devastaron y recuperaron pronto, aunque Al-Baladhuri no precisa la fecha. El 868, Eustrato, que posteriormente sería Patriarca de Antioquía, era obispo en la ciudad. Volvió a situarse bajo el poder de los musulmanes y perteneció a los hamdánidas en el siglo X; el 962, Sayf al-Dawla reconstruyó Ayn Zarba (Anazarba) y envió a su hadjib con un ejército para devastar los territorios romanos de Oriente; en venganza, el general romano de Oriente Nicéforo Focas (quién después sería el emperador Nicéforo I) conquistó Anazarba y Sis y los pasos del Amanus, en Cilicia. Desde esta época se menciona como villa fronteriza fortificada.
Desde el 1071, sufrió los ataques turcomanos. Cayó en manos de Teodoro I, del Reino de Armenia Inferior, hacia 1114, año en que fue dañada por un terremoto. En 1177, fue visitada por Nerses de Lambron quien se quejó de que en una ciudad y residencia real (ishkhananist) no hubiera ni obispo ni iglesias. Es sorprendente que se mencione en 1177 como residencia real cuando, al menos oficialmente, no lo fue hasta unos cuantos años después. La ciudad estaba medio destruida cuando fue atacada por los turcomanos, que fueron rechazados por el nuevo rey rubénida armenio León I. La ciudad fue restaurada por León I (rey del 1187 al 1219), que la erigió como capital del Reino armenio de Cilicia por su posición estratégica y práctica, en sustitución de Anazarba, rango que mantuvo bajo los Lusignan. Por eso el reino aparece en las crónicas musulmanas del siglo XIII como Balad al-Armen (País Armenio) y Balad Sis (País de Sis). León I fue coronado solemnemente como rey el 6 de enero de 1199, puesto que hasta entonces solo tenía el título de barón, pero parece que no fue en Sis, sino en Tarso; en cambio sí que fue coronado en Sis, en 1212, su heredero (nombrado el 15 de agosto de 1211) y corregente, su sobrino Raimundo Rubén, casado con Sibila de Lusignan, hija de Emerico de Chipre. Según Wilbrand de Oldenburg, que estuvo presente en la ceremonia y describe la ciudad, esta no tenía murallas pero sí una poderosa fortaleza. Los reyes armenios tenían en las montañas del Tauro, al noroeste de Sis, una residencia de verano, Partzerpert (en franco Haut Château «castillo alto», en árabe Barjberd, escrito también como Bartzerberd o Bartzerbert).
En 1266 fue conquistada temporalmente por los mamelucos de Baibars I, que la abandonaron dejándola muy dañada (la ciudad fue quemada con su catedral y las tumbas reales profanadas); en 1275, sufrió un nuevo ataque mameluco, que se repitió en 1276; en 1277, el sultán As-Said Násir ad-Din Barakah Kan (1277-1279) envió contra la ciudad a su yerno, Sayf al-Din Qalawun al-Alfi al-Mansur, quien después (1279) sería el sultán Qalawun. A partir de 1292, justo después de que la sede anterior, Hromgla, fuese ocupada por los egipcios el 29 de junio, la ciudad se convirtió en el centro espiritual de los cristianos armenios y el patriarca Gregorio VII estableció en ella su residencia. Ostentaría indisputadamente esta dignidad, al menos, hasta 1441, cuando parte del clero armenio instaló un Catolicós rival de nombre Kirakos I Varapetsi en Vagharshapat (Echmiadzin) frente al Catolicós de Cilicia, en aquel entonces Gregorio IX. La sede de Sis subsistió como rival de Echmiadzin hasta su absorción definitiva en 1965.
Los mamelucos la volvieron a atacar en 1298 y, de nuevo, en 1303, cuando fue ocupada y saqueada, aunque luego abandonada. En 1323 fue atacada por el gobernador ilkánida de Rum, Timurtash, que parece que actuaba a petición del sultán mameluco An-Nassir Muhammad; en 1340, fue atacada por el gobernador de Alepo, por orden del mismo sultán; el gobernador de Alepo atacó otra vez la ciudad en 1359 y en 1369, siendo ocupada temporalmente en ambas ocasiones; a mediados del siglo XIV (el 1348) Sis sufrió una grave epidemia que en Europa fue conocida como la "Peste Negra". El último rey de los Lusignan, León V, solo gobernaba sobre Sis y sus alrededores.
En 1374 fue atacada por los ramadánidas, vasallos de los mamelucos, y por estos mismo. Al-Ashraf Sha'ban, sultán mameluco la atacó y conquistó definitivamente en 1375, cuando fue ocupada y demolida; la ciudad fue entregada por la traición de algunos nobles y del Catolicós, según describe Jean Dardel (después capellán del rey León II durante el cautiverio en El Cairo) en su crónica. La ciudad quedó integrada en una provincia mameluca con Ayas, Tarso, Adana y Massisa (Mopsuestia), todas dependientes de Alepo. En 1488 fue ocupada por los otomanos, pero por poco tiempo, pasando entonces a los ramadánidas bajo Ghars al-Din Khalil (1485-1510), vasallo otomano. El emirato Ramadánida fue anexionado por el Imperio Otomano en 1608 y Sis quedó dentro del vilayato de Adana y del sanjacado de Kozan, pero ya no recuperó nunca su importancia y su prosperidad. El patriarca de Vagharshapat (Echmiadzin) fue imponiéndose paulatinamente entre los armenios, pero el de Sis se mantuvo (desde 1734, el patriarca no residía en la misma Sis, sino en un monasterio que construyó el patriarca Lucas en sus inmediaciones, siendo la residencia hasta 1810, cuando el patriarca Kirados fundó un nuevo monasterio, donde se establecería hasta 1874, cuando fue expulsado a Gaziantep); hasta la mitad del siglo XIX, tuvo el apoyo del Papa. En Sis se guardaba una reliquia: la mano derecha de san Gregorio I el Iluminador que el rey Haitón II compró a los musulmanes en 1292 junto con otras reliquias.

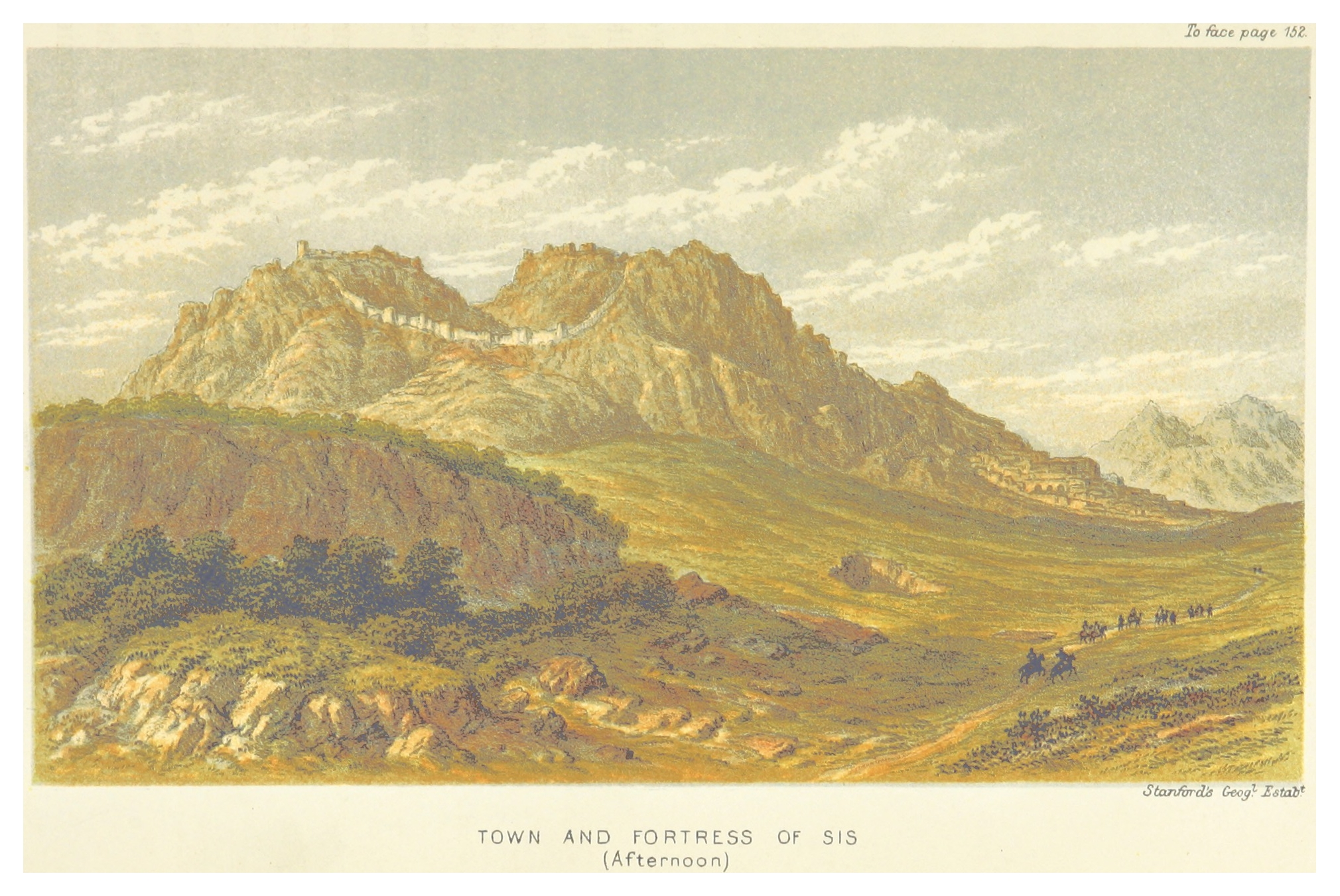
Seis - 1870

El nombre de Kozan lo adoptó después de 1700, cuando se convirtió en capital de los derebeys turcomanos kozanoğullari, quienes ejercieron el poder efectivo sobre ella a partir de algún momento indeterminado del siglo XVIII, dominándola hasta el 1866. Esta familia se cree que era descendiente del pueblo de Kozan, cerca de Gaziantep y que dirigía la tribu Arik desde 1689; fue dominando progresivamente la región y consiguieron ser, de facto, independientes. Durante la primera mitad del siglo XIX, Sis o Kozan estaba en manos de esta tribu, el bajá de Adana no tenía ninguna autoridad sobre Kozan (Sis) y la comarca no pagaba ningún tributo a la Puerta; la fortaleza de montaña de Sis, construida por León I, todavía se conservaba en bastante buen estado. En 1866, la Puerta recuperó definitivamente la región y una intentona de Kozanoğlu Ahmed Pasha por recuperar el poder en 1878 acabó en fracaso.
Por la misma época, el patriarca de Sis se declaró a favor de Echmiadzin y unió de hecho las dos iglesias, pero en 1885 los armenios de Sis declararon al patriarca de Echmiadzin cismático y en 1895 el clero de Sis eligió un Catolicós propio, aunque la Puerta anuló la elección y solo permitió su establecimiento seis años después a condición de reconocer la dependencia de Echmiadzin; a pesar de llevar el título de Catolicós, desde entonces no era más que un arzobispo metropolitano, como se reconoció en 1965.
Kozan fue ocupada por los franceses al final de la I Guerra Mundial, del 8 de marzo de 1919 al 2 de junio de 1920. En 1923 fue elevada a provincia con los distritos de Kozan, Kadirli, Feke y Saimbeyli, pero fue suprimida en 1926 y agregada al vilayato o provincia de Adana.

## Galeria

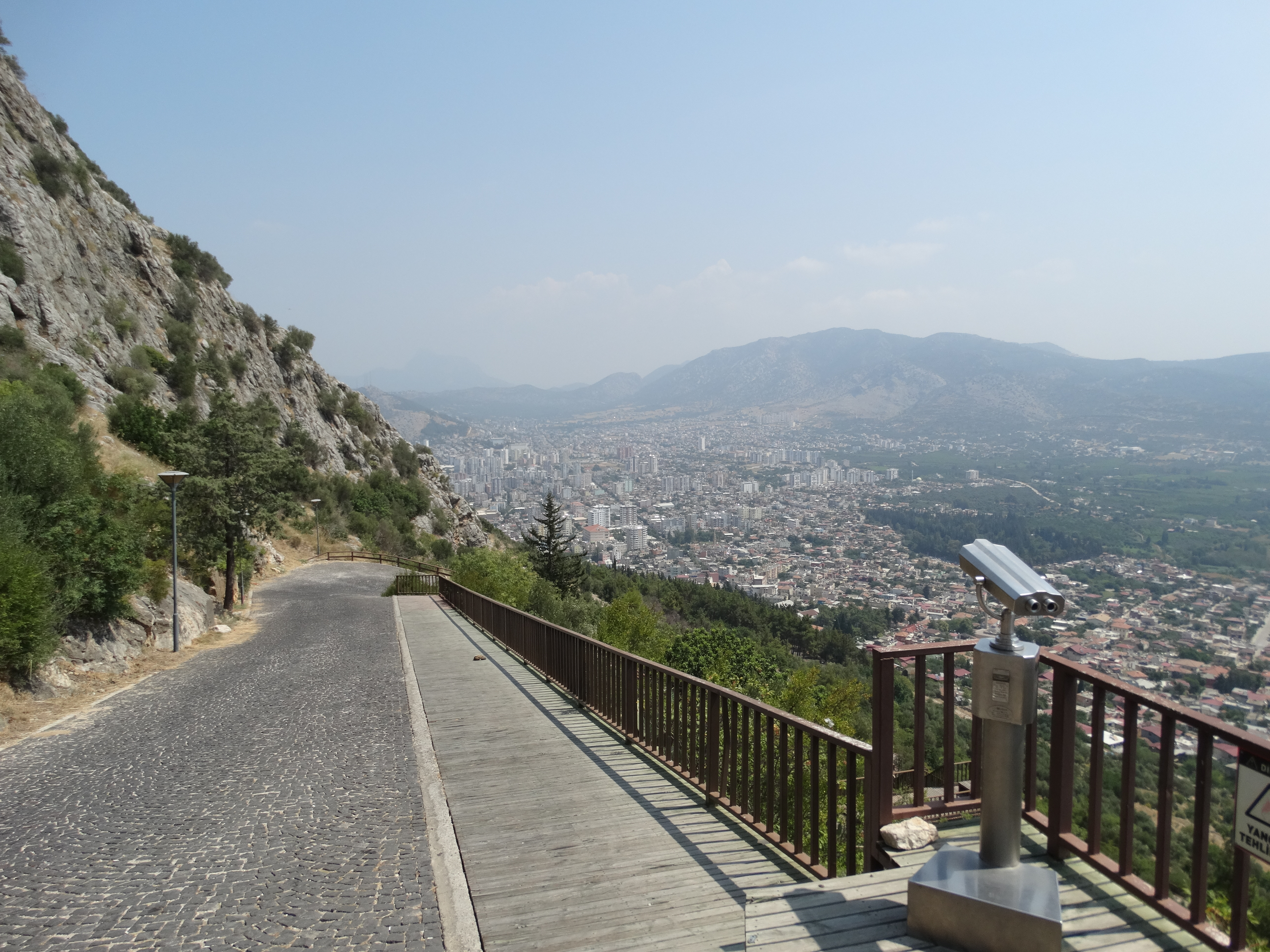
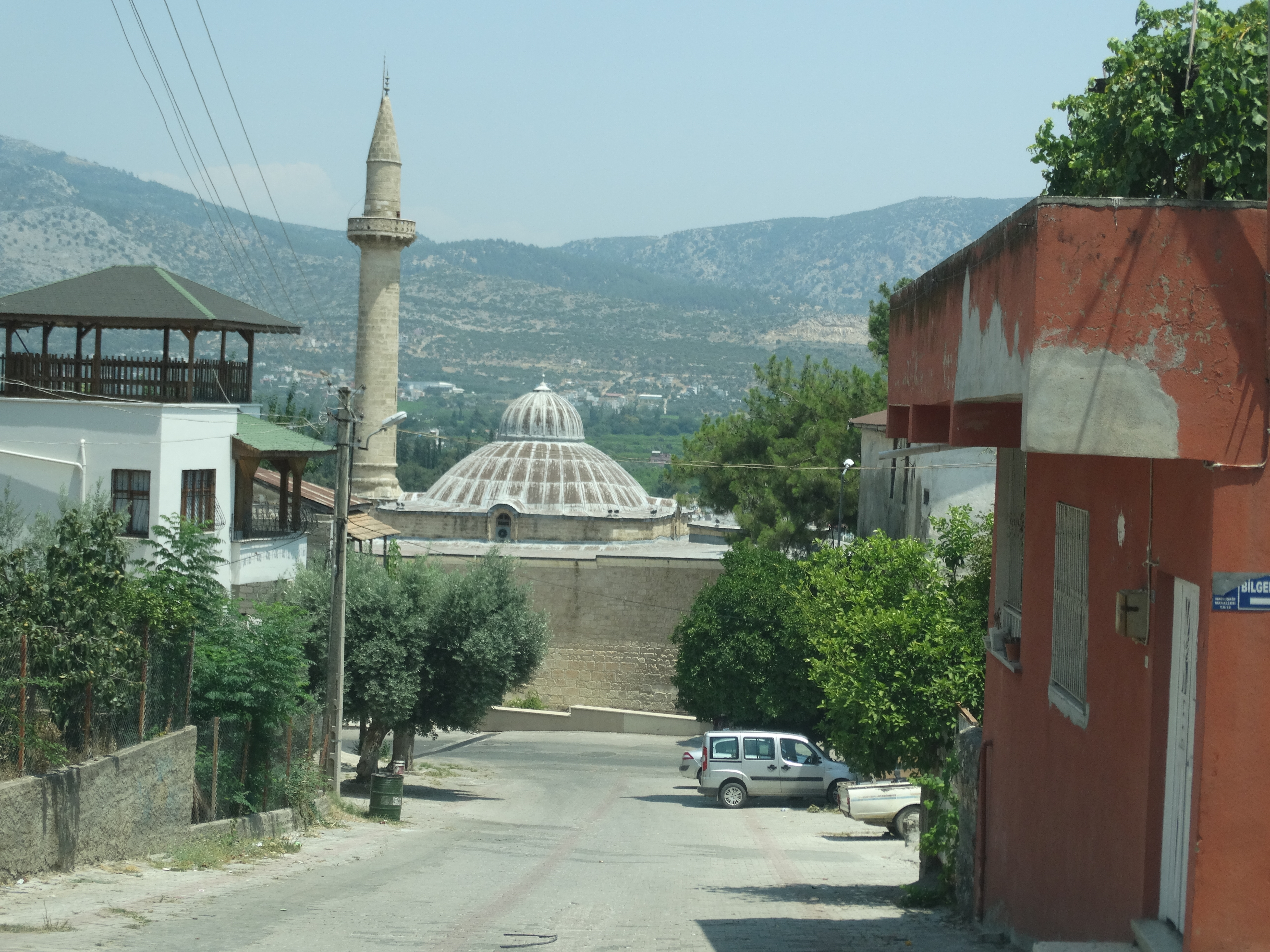
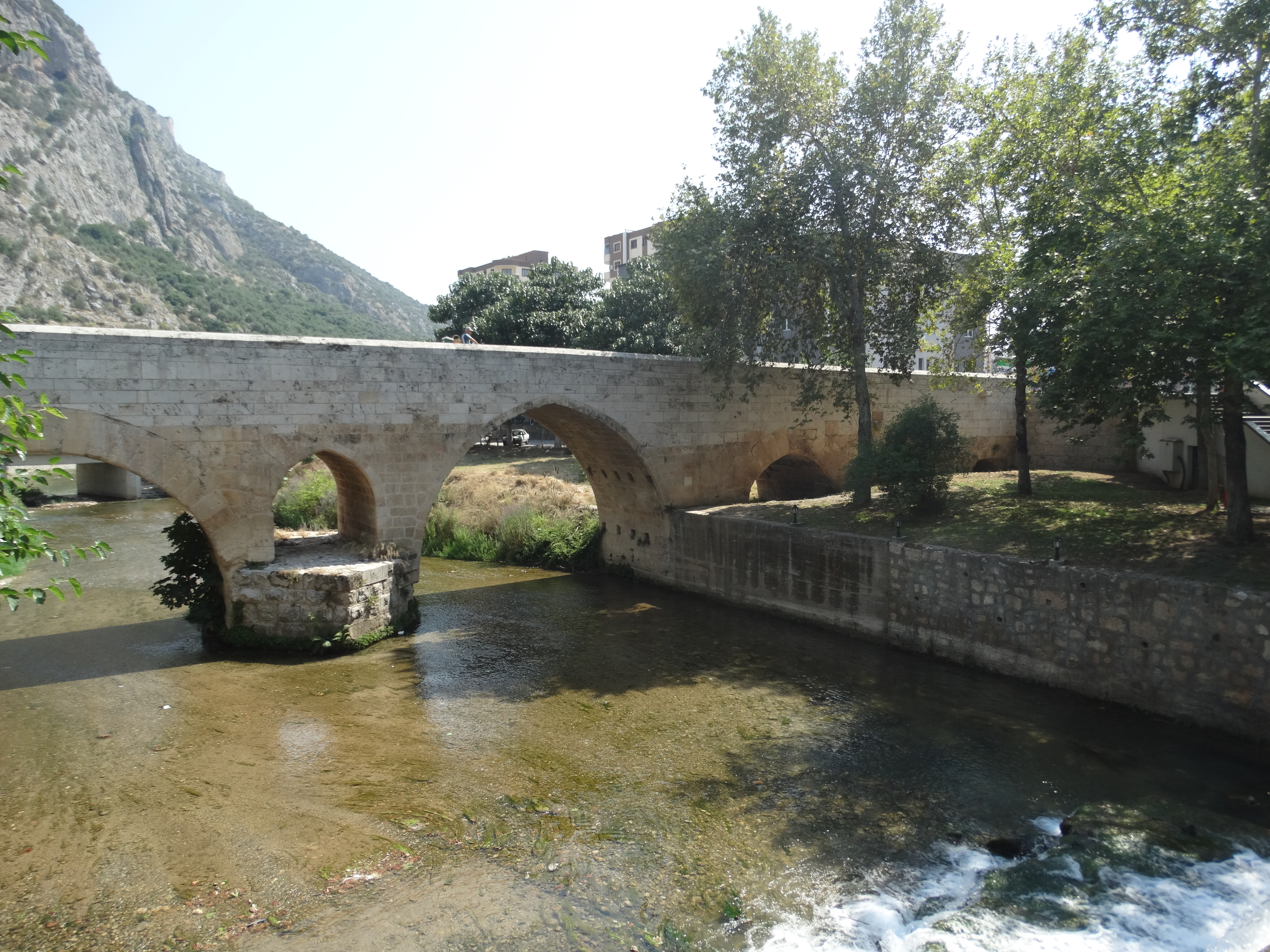
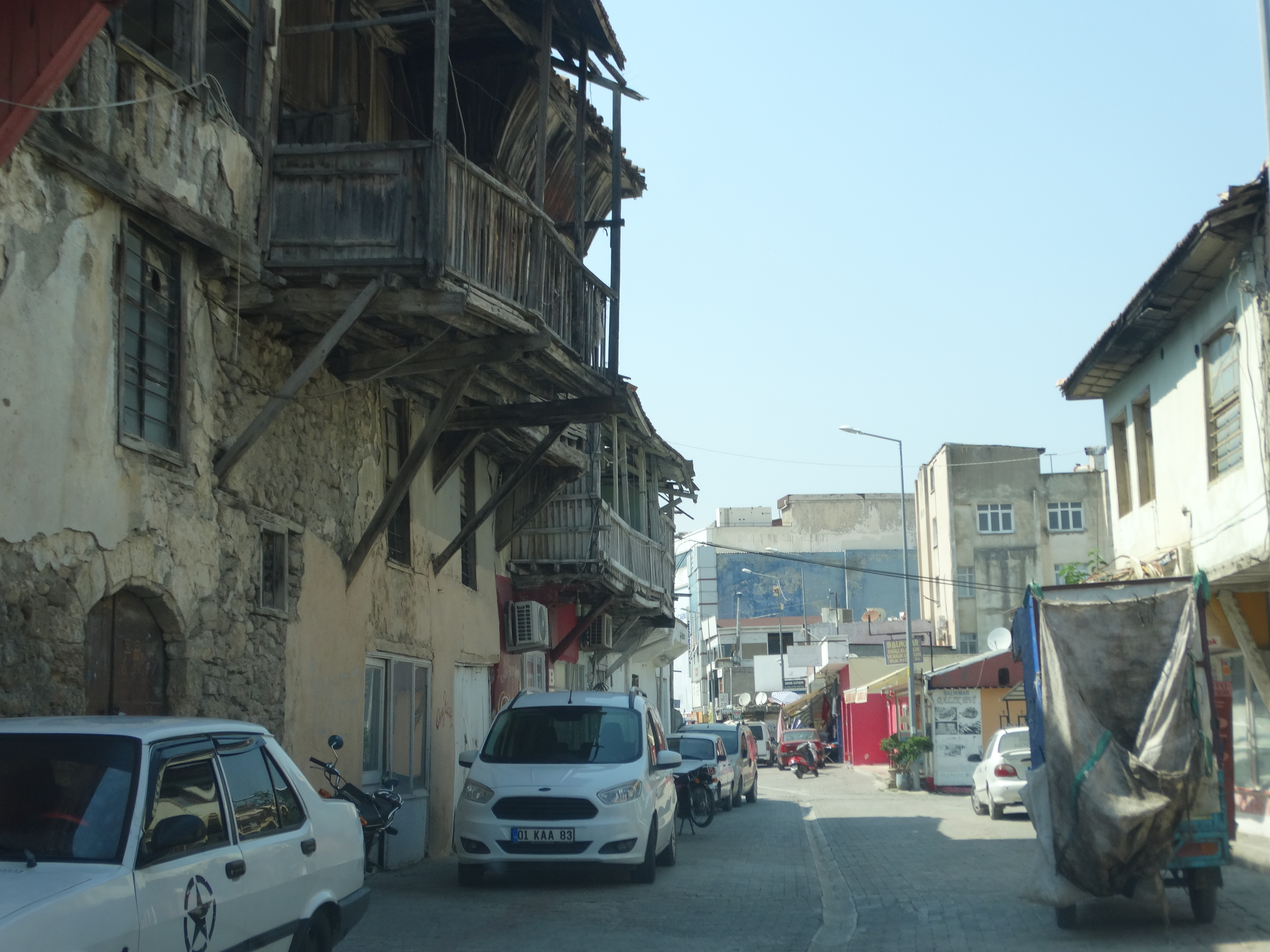
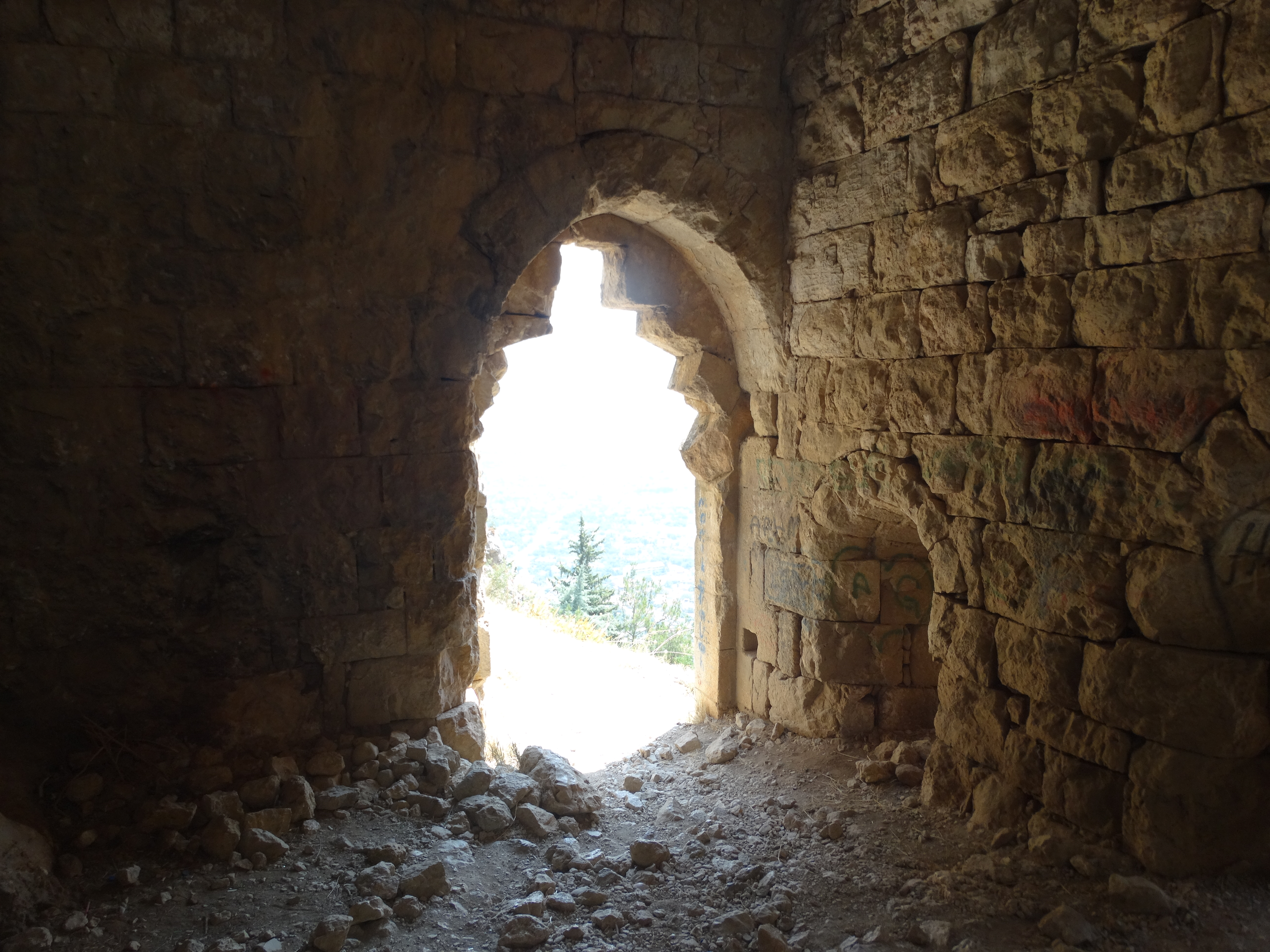
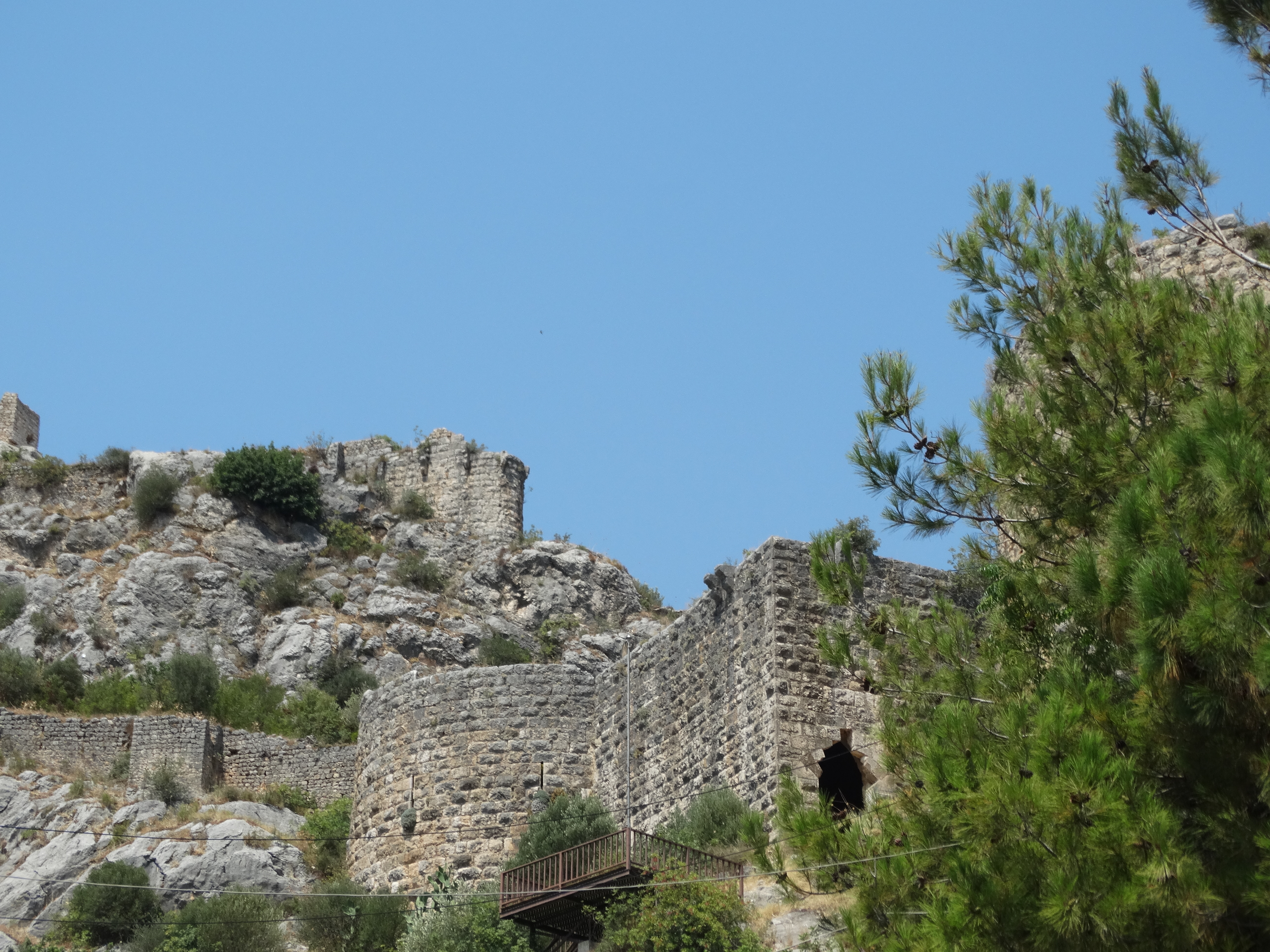
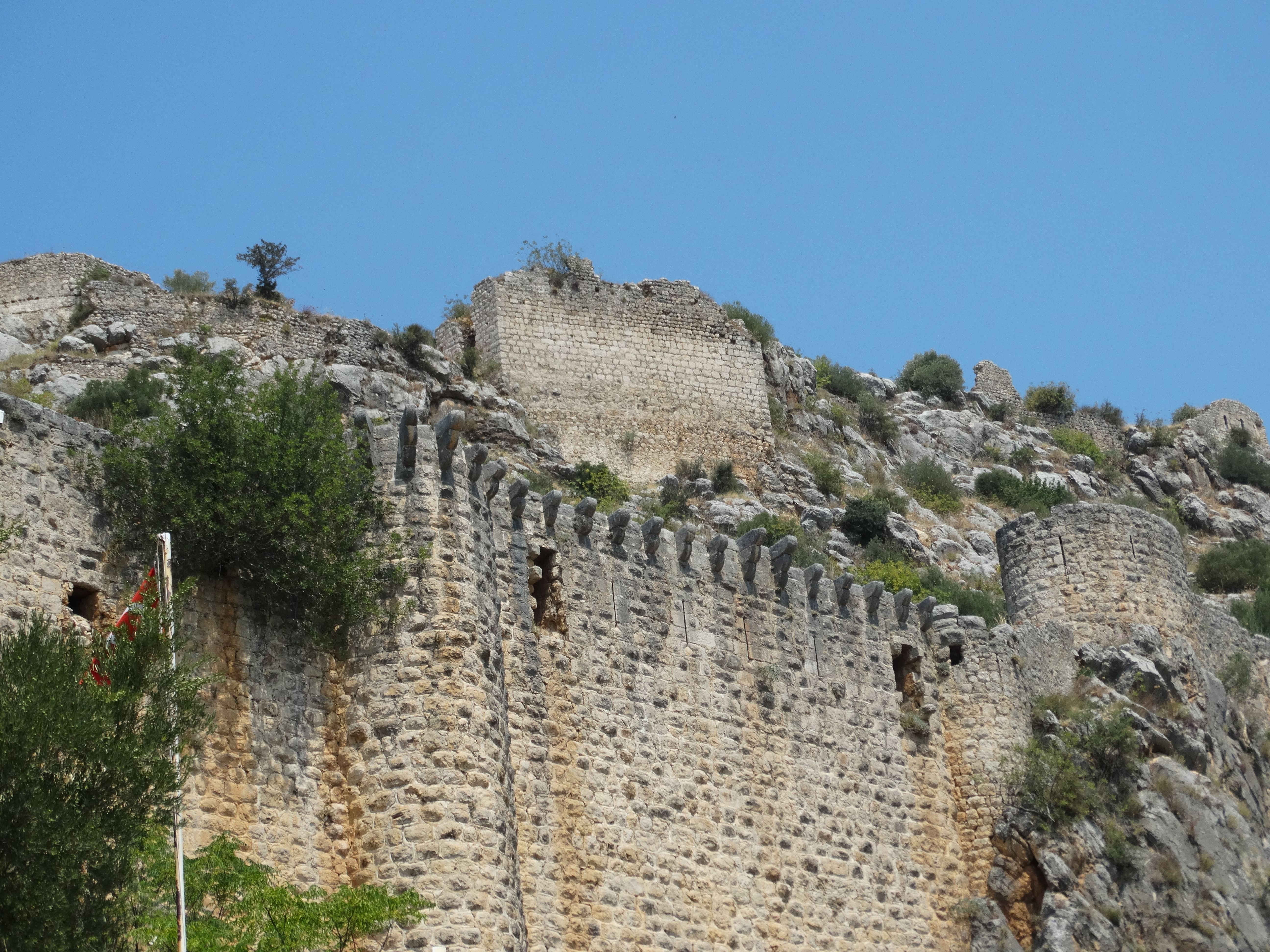